# استفانی براون ترافتون
استفانی براون ترافتون (انگلیسی: Stephanie Brown Trafton؛ زادهٔ ۱ دسامبر ۱۹۷۹) پرتاب‌گر دیسک اهل ایالات متحده آمریکا است.
از افتخارات وی میتوان به کسب مدال طلا پرتاب دیسک در بازی‌های المپیک تابستانی ۲۰۰۸ اشاره کرد.